# Мерцхаузен
Мерцхаузен (нем. Merzhausen) — община в Германии, в земле Баден-Вюртемберг. 
Подчиняется административному округу Фрайбург. Входит в состав района Брайсгау — Верхний Шварцвальд. Численность населения составляет 4824 человека (на 31 декабря 2010 года). Занимает площадь 2,76 км².